# Šivetice
Šivetice (allemand : Suwetitz,  hongrois : Süvete) est un village de Slovaquie situé dans la région de Banská Bystrica.

## Histoire
La première mention écrite du village date de 1262.
La localité fut annexée par la Hongrie après le premier arbitrage de Vienne le 2 novembre 1938. En 1938, on comptait 339 habitants dont 3 d'origine juive. Elle faisait partie du district de Rožňava (hongrois : Rozsnyói járás). Durant la période 1938 - 1945, le nom hongrois Süvete était d'usage. À la libération, la commune a été réintégrée dans la Tchécoslovaquie reconstituée.

## Démographie

### Évolution de la population
| Année:               | 1994. | 2004.    | 2014.   | 2024.   |
| -------------------- | ----- | -------- | ------- | ------- |
| Nombre de personnes: | 319   | 388      | 374     | 348     |
| Différence:          |       | +21,63 % | -3,60 % | -6,95 % |

| Année:               | 2023. | 2024.   |
| -------------------- | ----- | ------- |
| Nombre de personnes: | 351   | 348     |
| Différence:          |       | -0,85 % |